# Dragun
Dragun település Németországban, Mecklenburg-Elő-Pomeránia tartományban. Lakosainak száma 750 fő (2023. december 31.).

## Népesség
A település népességének változása:
| Lakosok száma | 798  | 757  | 766  | 759  | 755  | 750  |
|               | 2014 | 2017 | 2019 | 2021 | 2022 | 2023 |